# Eucalyptus dalrympleana
Espèce
Classification phylogénétique
Eucalyptus dalrympleana, appelé communément gommier blanc des montagnes, est une espèce de plantes à fleurs du genre Eucalyptus et de la famille des Myrtaceae. C'est un arbre trouvé dans l'est de l'Australie.

## Description
Eucalyptus dalrympleana est un arbre, généralement à tronc unique, atteignant 75 m de haut pour la sous-espèce lutruwita. Il possède la capacité de rejeter de son lignotuber mais aussi du tronc et des branches après un incendie, un gel ou un traumatisme.
L' écorce est lisse partout ou rugueuse sur la partie inférieure du tronc jusqu'à quelques mètres seulement, puis lisse au-dessus, décortiquée en bandes et rubans, brun rosé, gris pâle, blanc et se décolle en longues plaques.
Eucalyptus dalrympleana est hétérophylle. Les feuilles juvéniles opposées disposées sur les jeunes spécimens sont circulaires à elliptiques ou ovales et gris-vert, bleu-vert ou vert terne. Feuilles adultes pétiolées, limbe lancéolé, souvent ondulé, de 80 à 220 mm de long x 10 à 35 mm de large (18 à 45 mm de large pour la subsp. poliophylla), monochromes, brillantes, vertes, non pruineuses (ternes, gris-vert, non ou légèrement pruineuses pour la subsp. poliophylla). Réticulation dense, avec des glandes à huile dispersées dans le limbe.
Inflorescences axillaires avec des ombelles à 3 fleurs (7 fleurs chez subsp. heptantha), dressées, pédoncules de 3 à 12 mm de long, pédicelles absents ou de 3 mm de long. Les fleurs sont blanches.
Fruits sessiles ou brièvement pédicellés, cupulaires à hémisphériques à campanulés, lisses, de 3 à 8 mm de long x 5 à 10 mm de large, disque surélevé, valves 3 ou 4, au-dessus du bord,,.

## Liste des sous-espèces
Selon Plants of the World Online
- Eucalyptus dalrympleana subsp dalrympleana : le gommier blanc des montagnes est répandu à diverses altitudes au Victoria et s'étend vers le nord jusqu'aux plateaux centraux de la Nouvelle-Galles du Sud. Se distingue au sein de l'espèce par sa combinaison de feuilles juvéniles arrondies à ovales, souvent plus petites, plus bleu-vert. Fruits plus petits (5-8 mm de large), jusque 65 mètres de haut[4].
- Eucalyptus dalrympleana subsp. heptantha: le gommier blanc des montagnes à sept fleurs  regroupant jusqu'à 7 fleurs par ombelles est originaire des plateaux du nord de la Nouvelle-Galles du Sud près de Nundle, mais aussi à l'est de Stanthorpe dans le sud-est du Queensland[2].
- Eucalyptus dalrympleana subsp. lutruwita : le gommier blanc des montagnes de Tasmanie est endémique de Tasmanie à des altitudes moyennes à élevées (principalement entre 400 et 1 000 m), diffère des autres sous-espèces par ses feuilles juvéniles plus elliptiques et souvent plus grandes et plus vertes. Peut atteindre une hauteur de 75 mètres[1]
- Eucalyptus dalrympleana subsp. poliophylla : le gommier blanc des montagnes à feuilles larges limité à la partie la plus élevée des Alpes victoriennes (au-dessus de 1200 m) près du Mont Buffalo. Diffère des autres sous-espèces par ses feuilles adultes gris-vert relativement larges, ternes, et ses boutons et fruits plus gros (fruits de 7 à 10 mm de large). jusque 30 mètres de haut[3]

## Répartition
Eucalyptus dalrympleana est présent le long de la Cordillère australienne : Queensland, Nouvelle-Galles du Sud, Victoria et en Tasmanie entre  400 et 1200 mètres d'altitude.
Elle pousse sur des sols limoneux ou sableux a fertilité modéré en montagne avec d 'autres eucalyptus. La résistance au froid varie de -10 a -14c mais des écotypes collecté a haute altitude comme la sous-espèce poliophylla ont passé -18c au jardin jungle dans le nord de la France. Il tolère un sol légèrement calcaire et apprécie les expositions ensoleillées.

## Galerie

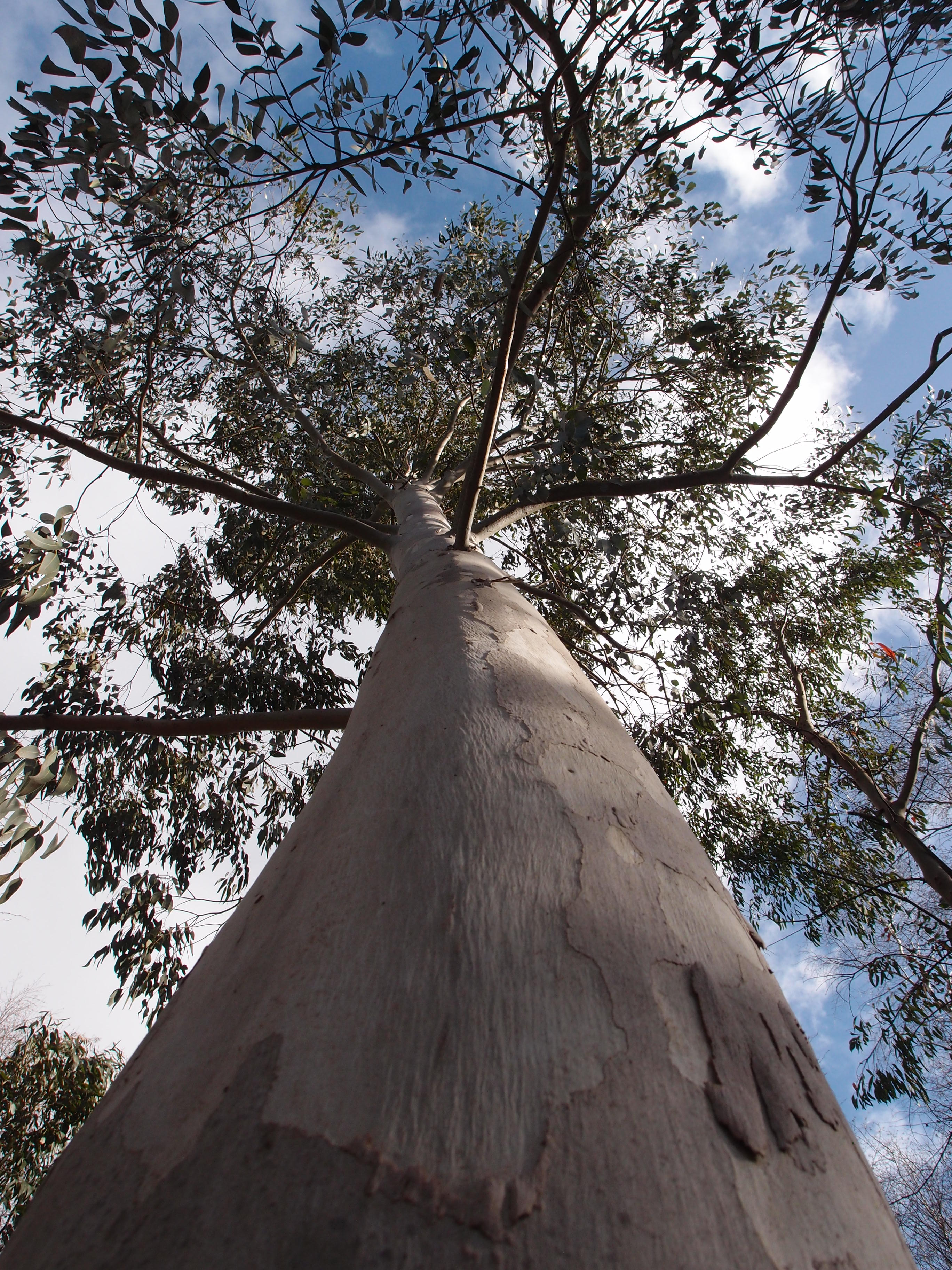
Eucalyptus dalrympleana aff poliophylla du Mont Buffalo au jardin jungle
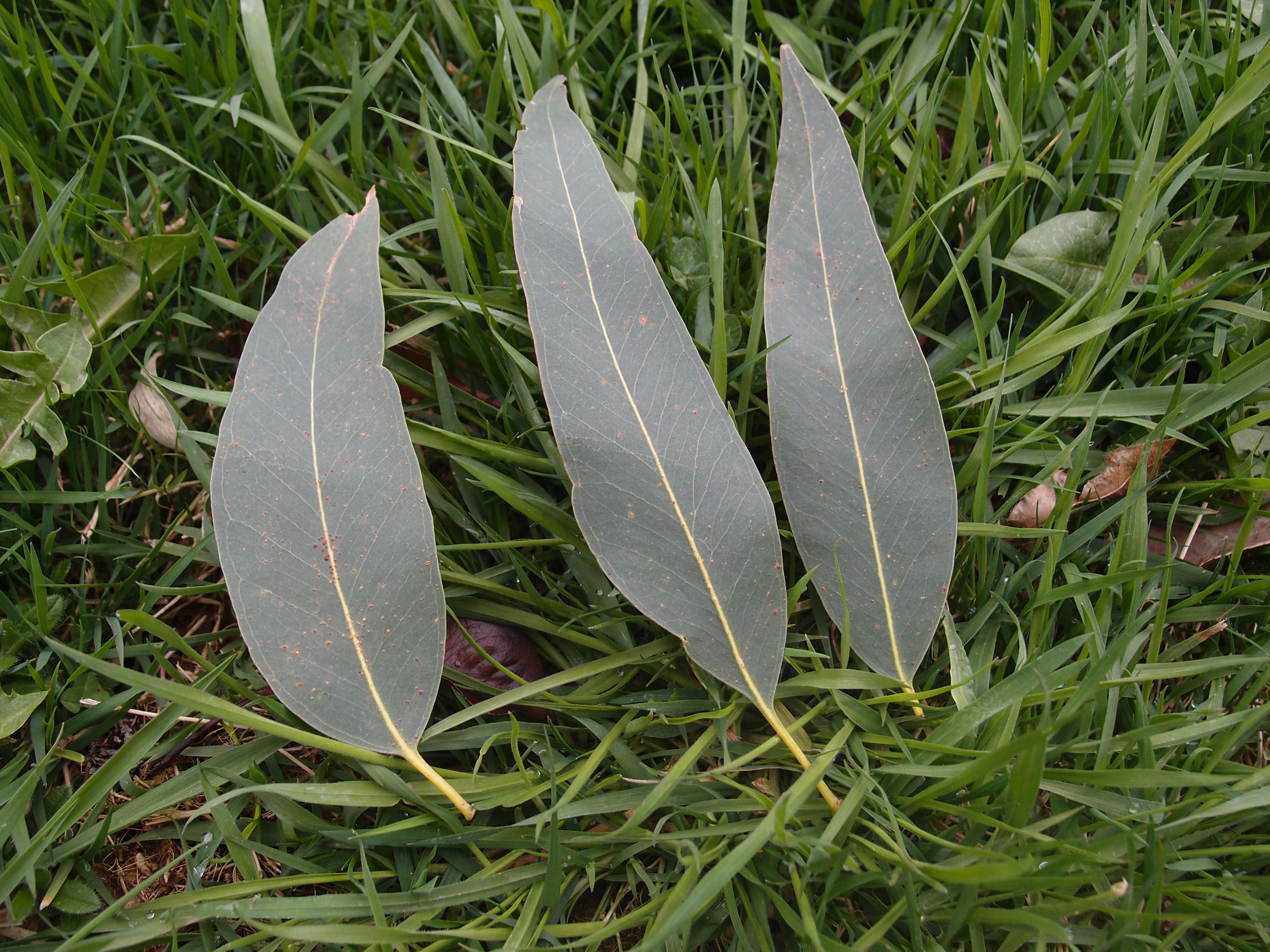
Feuillage d Eucalyptus dalrympleana poliophylla CHB11.AUS du Mont Buffalo au jardin jungle
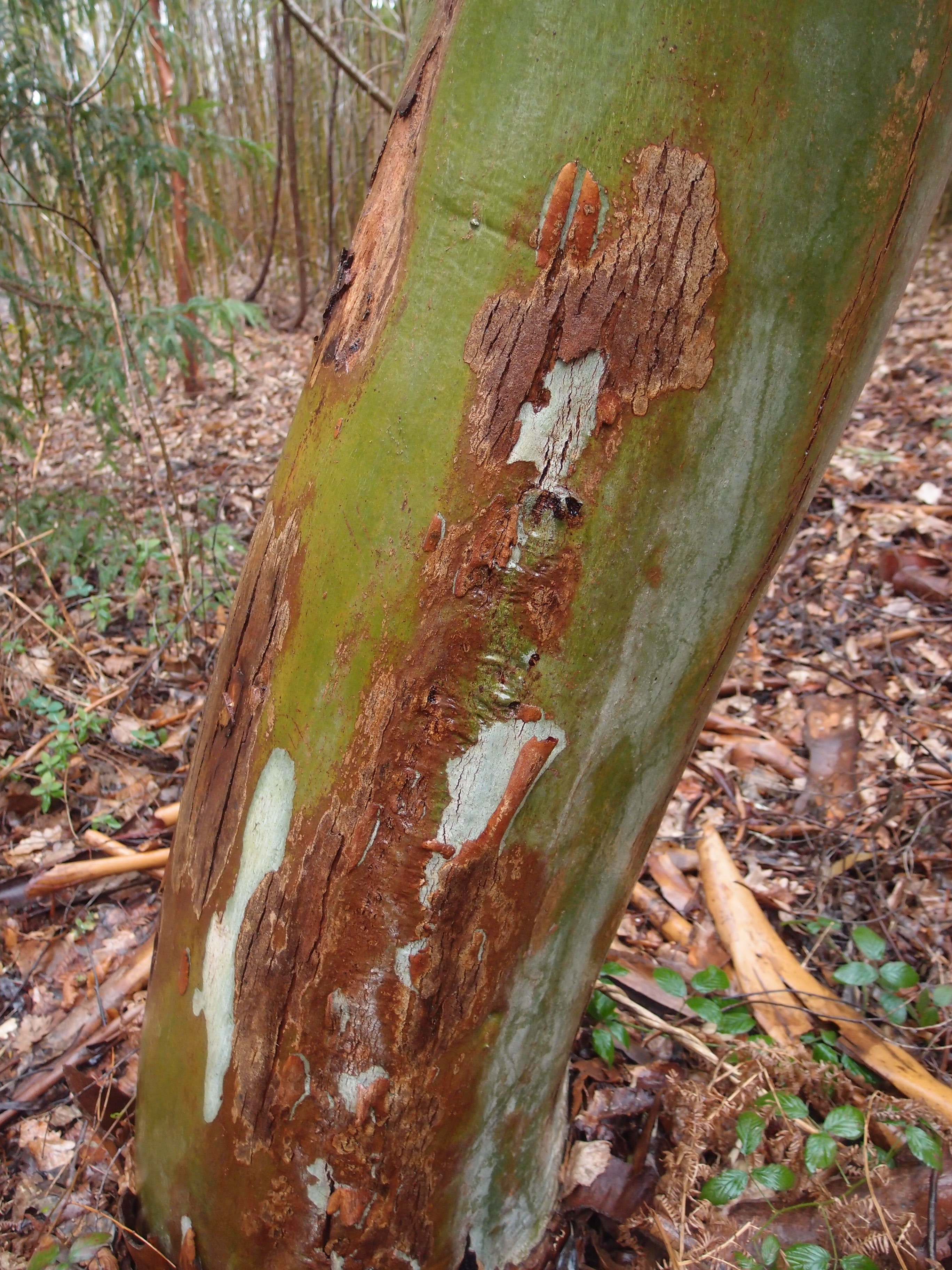
Écorce d Eucalyptus dalrympleana subsp. dalrympleana au jardin jungle
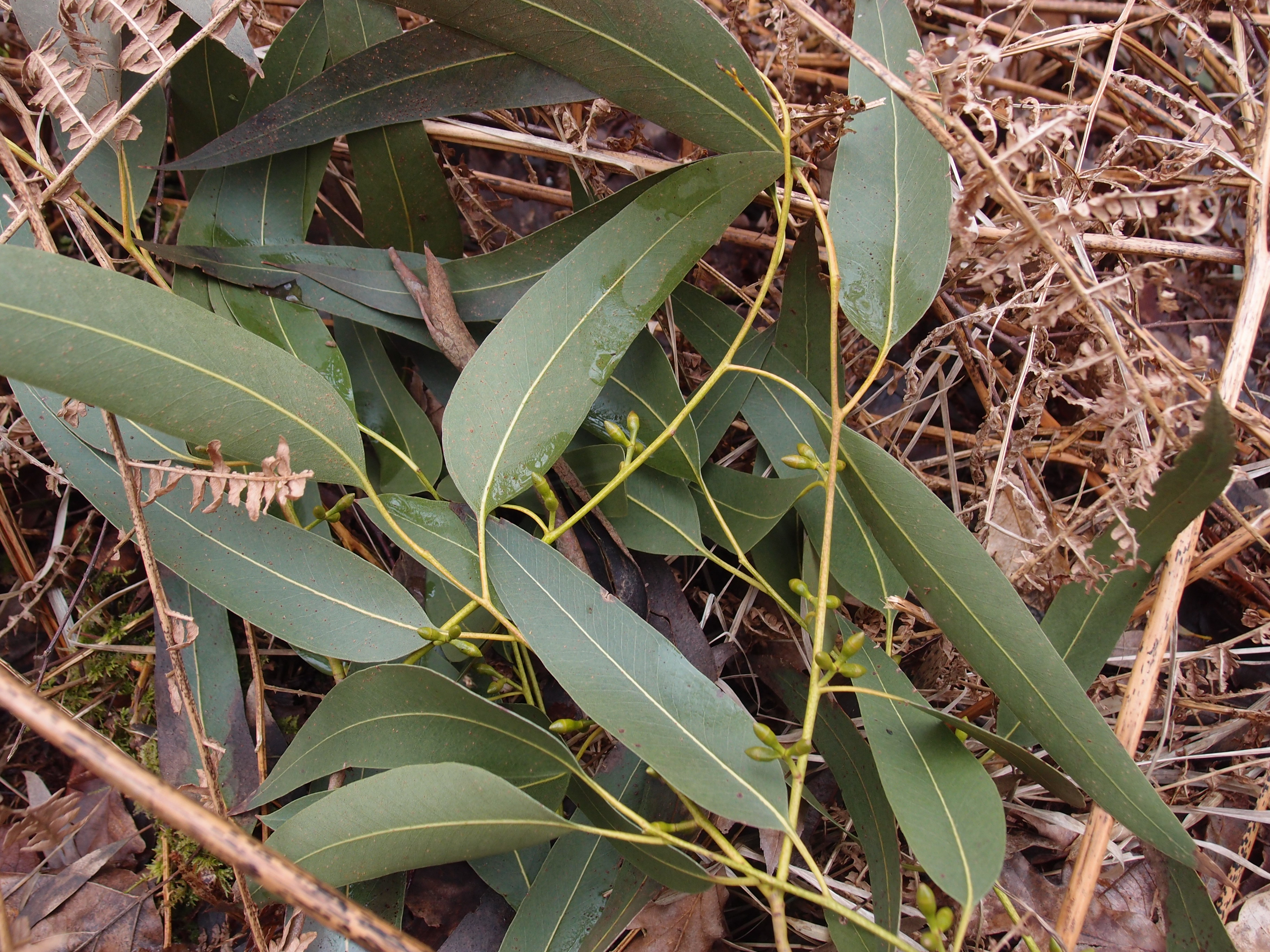
Boutons floraux & feuillage d' Eucalyptus dalrympleana au jardin jungle
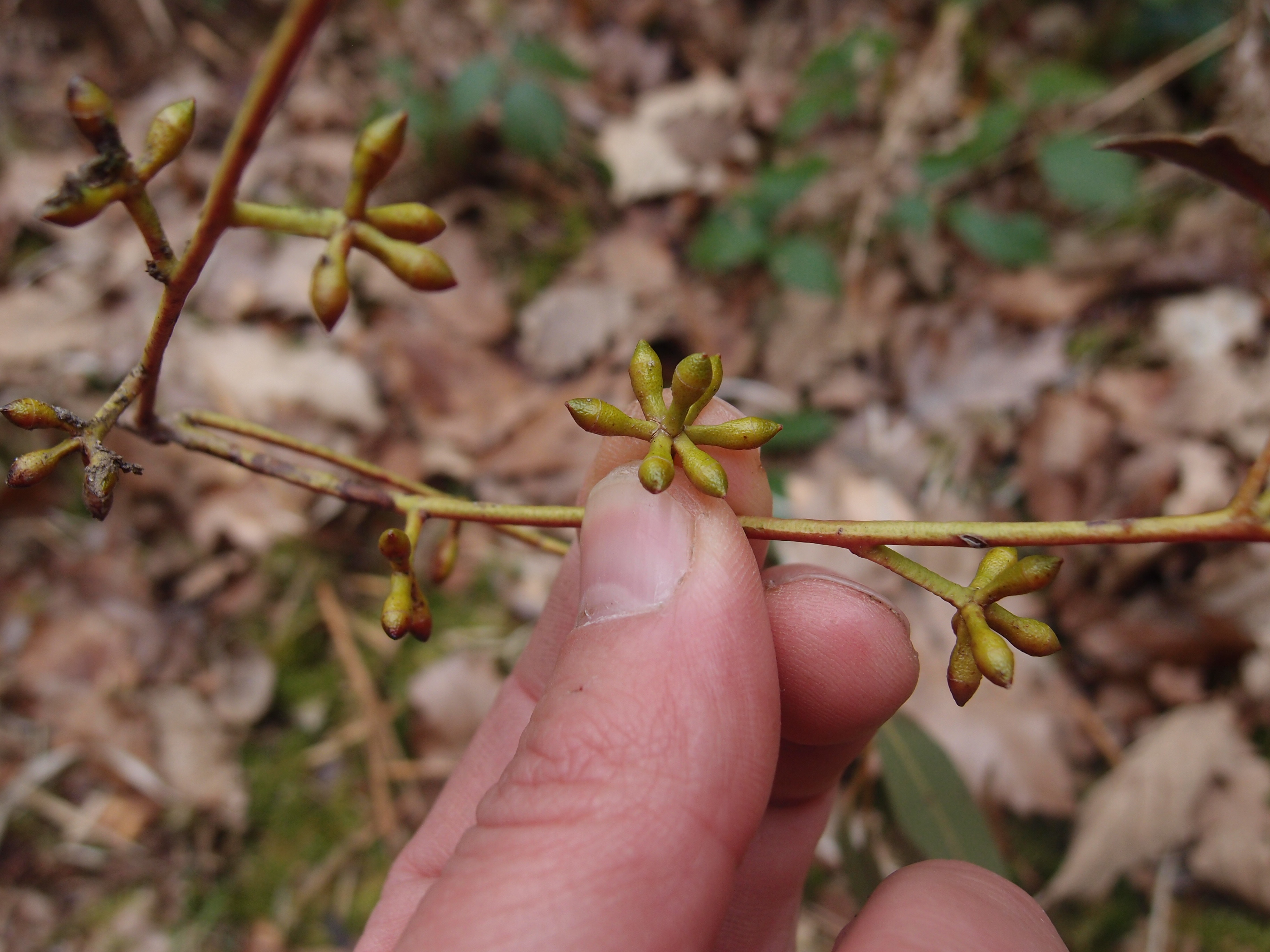
Bontons floraux d Eucalyptus dalrympleana heptantha au jardin jungle

## Utilisation
Le gommier des montagnes est un arbre à bois dur de couleur rose pâle ou brun rosé dans le cœur; l'aubier est visuellement indistinct.
En raison de sa dureté et de sa durabilité modérées, les applications du bois d'eucalyptus comprennent la construction générale de bâtiments, la menuiserie, les revêtements de sol et la fabrication de manches d'outils. Le bois de cœur manque de résistance naturelle aux termites et l'aubier non traité est sensible aux attaques des lyctides (coléoptères des poteaux poudreux).L'huile essentielle extraite de ses feuilles possède des propriétés anti-virales.
Eucalyptus gundal est un hybride entre Eucalyptus gunnii et E. dalrympleana, obtenu par l'AFOCEL [Association Foret Cellulose, maintenant Institut technologique FCBA] pour la production de pâte à papier.